# 刘桃树
刘氏（？年—？年），字桃树，下邳人，刘方的女儿。

## 生平
刘桃树本来是丹阳人华穆之妻，生下一个儿子然而丈夫早亡。丁谞是东吴有名的士族，曾受到顾邵的推荐。家里打算把桃树许配丁谞，桃树听说了后，就用刀割掉耳朵，表明坚决不改嫁。她的儿子后来也很早去世了。桃树仍然恪守正道，行动不越过礼节。